# Naka-ku (Nagoya)
Naka (中区 Naka-ku?) es un barrio de la ciudad de Nagoya, en la prefectura de Aichi, Japón. En octubre de 2019 tenía una población estimada de 90.918 habitantes y una densidad de población de 9.693 personas por km². Su área total es de 9,38 km².

## Demografía
Según los datos del censo japonés, esta es la población de Naka en los últimos años.
| 1995   | 2000   | 2005   | 2010   | 2015   |
| ------ | ------ | ------ | ------ | ------ |
| 63.006 | 64.669 | 70.738 | 78.353 | 83.203 |